# Dobbratz-Gletscher
Der Dobbratz-Gletscher ist ein breiter Nebengletscher in der Heritage Range, dem südlichen Teil des antarktischen Ellsworthgebirges. Er speist sich aus dem Eis, das von der Ebene westlich der Heritage Range über den südlichen Teil einer Geländestufe, der White Escarpment, hinein in die Täler der Heritage Range fließt. Der Gletscher fließt in nordöstlicher Richtung, wo er sich mit dem Fendorf-Gletscher vereint. Von hier aus fließt er in nördlicher Richtung zwischen den Watlack Hills und den Webers Peaks hindurch, bis er schließlich auf den Splettstoesser-Gletscher trifft.
Seinen Namen erhielt der Gletscher von einer geologischen Expedition der University of Minnesota, die das Gebiet im Sommer 1963/64 erkundete. Man benannte ihn nach Major Joseph R. Dobbratz (* 1928), einem der Piloten des United States Marine Corps, der die Expedition dort unterstützte.